# Tundra y prados alpinos del Altái
La ecorregión de la tundra y prados alpinos del Altái (WWF ID: PA1001) se extiende a lo largo de la mayor elevación del macizo de Altái en el centro de la «X» formada por las fronteras que separan Rusia, Kazajistán, China y Mongolia. Los picos montañosos se encuentran en el extremo norte de Asia Central y separan las llanuras de Siberia al norte de los desiertos cálidos y secos al sur. Las altitudes superiores a los 2400 metros muestran características típicas de tundra, con parches de praderas alpinas y algunos árboles inmediatamente debajo del límite de árboles.
La ecorregión se encuentra en el bioma de praderas y matorrales de montaña y en la ecozona paleártica, cuenta con un clima continental húmedo y cubre un área de 90 132 km².

## Localización
La ecorregión cubre las cadenas montañosas más altas a lo largo de la unión de Rusia, Kazajistán, China y Mongolia, extendiéndose unos 700 km de noroeste a sureste y una distancia similar de suroeste a noreste. La ecorregión está dispersa y engloba las elevaciones más altas por encima del límite de los árboles; Las elevaciones más bajas en esta área se encuentran principalmente en la ecorregión del bosque montano y estepario del Altái, con temperaturas más cálidas.  
El macizo de Altai se divide en varias cadenas, con el Altái del sur en Kazajistán, y el Altai mongol y Gobi Altai que se extienden hacia el sureste. Debido a que estas montañas se encuentran en una latitud relativamente alta en comparación con otras zonas montañosas de Asia Central, las regiones alpinas comienzan en altitudes más bajas. La línea de los árboles en su punto más alto es de 2400 metros, y la zona de rocas y glaciares está situada a 3000 metros.

## Clima
El clima característico de la ecorregión es tundra (clasificación climática de Köppen (ET)). Este clima se caracteriza por tener al menos un mes lo suficientemente cálido como para derretir la nieve (un promedio superior a 0 ºC), pero ningún mes con un promedio superior a 10 ºC (50,0 °F). La región del Alto Altái recibe una precipitación media de unos 294 mm/año. La temperatura media es de -26 ºC (-14,8 °F) en enero y 9,4 ºC (48,9 °F) en julio.

## Flora y fauna
En general, la flora presente en el macizo de Altái muestra más cercanía con las especies árticas que las presentes en las montañas más al sur de Asia Central (Tian Shan, el Himalaya y el Tíbet). Un estudio de 300 especies de la región encontró que el 39 % tenían afinidades con el Ártico. Dentro de la región, la vida vegetal depende en gran medida de la zonación altitudinal y los niveles de elevación. Hay pocas especies en la zona más alta, «nival», donde los glaciares y la roca desnuda al descubierto dificultan la vida. La zona subnival (alpina) presenta musgos, líquenes y plantas rastreras en amplias áreas de las altas mesetas. La zona alpina baja (subalpina), por encima del límite de los árboles, es una zona de prados alpinos con abedules enanos (Betula rotundifolia) en las zonas más húmedas del norte, y prados de juncos de Kobresia (juncia de pantano) y Carex.
Debido a su lejanía, las montañas de esta ecorregión albergan muchas especies vulnerables de mamíferos, incluidas poblaciones importantes del, en peligro de extinción, leopardo de las nieves (Panthera uncia), el lince euroasiático (Lynx lynx) y el vulnerable ciervo almizclero siberiano (Moschus moschiferus).

## Áreas protegidas

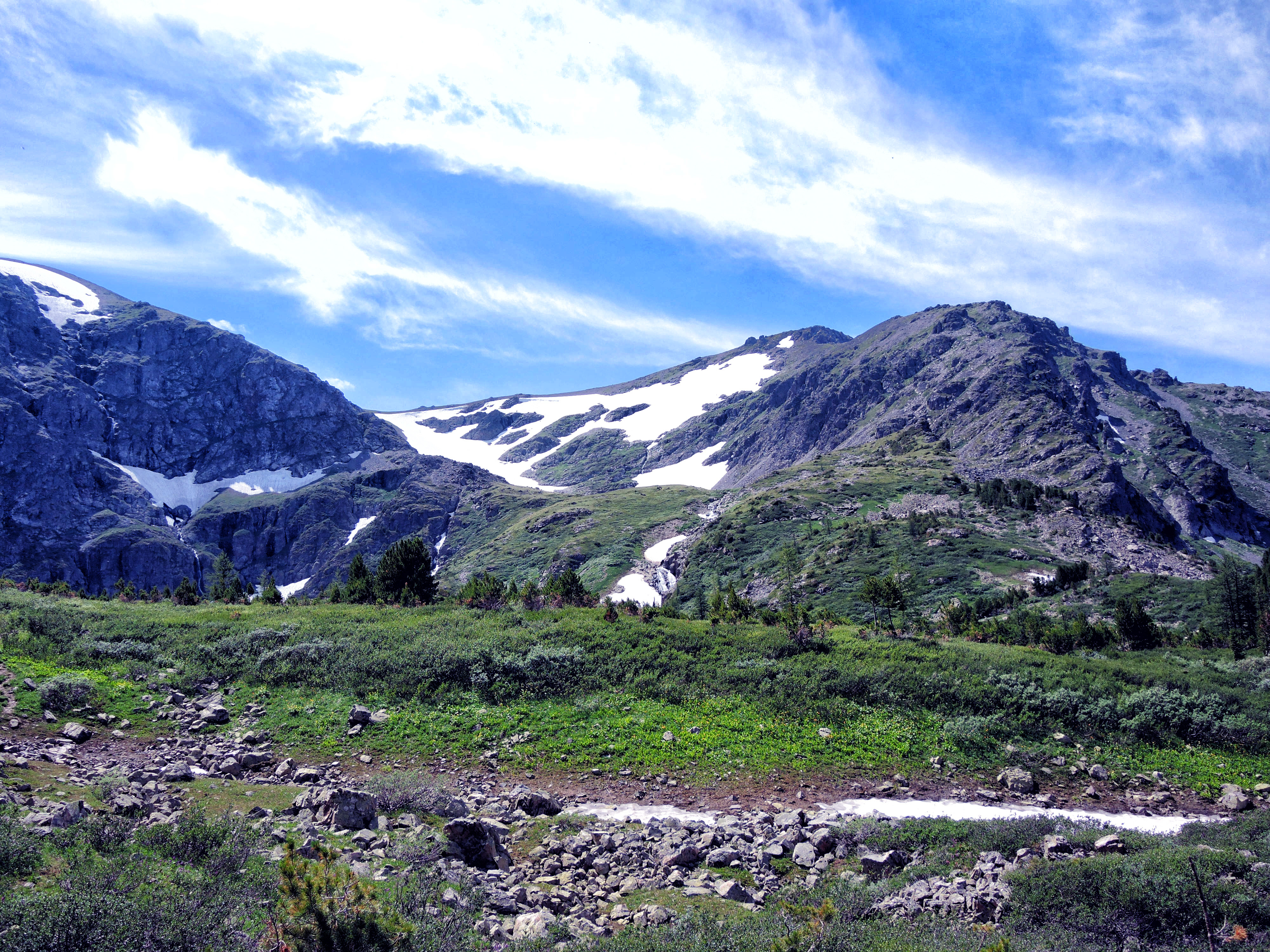
Vista de la reserva natural de Katun

Hay una serie de áreas protegidas a nivel nacional que se encuentran al menos en parte en la ecorregión:
- Reserva natural de Katun, es una reserva ecológica estricta (un Zapovédnik) ubicada en la sección noroeste de la ecorregión, al norte de la frontera entre Rusia y Kazajistán. Esta reserva natural se encuentra en las tierras altas de las montañas centrales de Altái; El río Katún que fluye por sus laderas forma la cabecera del río Obi.
- Parque nacional Katon-Karagai, Incluye una porción de la montaña Beluja, que se encumbran en la frontera entre Rusia y Kazajistán, y que alcanza una altitud de 4506 metros.
- Parque nacional Altai Tavan Bogd, situado al sur de la montaña Tavan Bogd, con 4374 metros, la montaña más alta de Mongolia.